# Juovejauretje (Tärna socken, Lappland, 728278-144534)
Juovejauretje är en sjö i Storumans kommun i Lappland och ingår i Vapstälven-Ranas kustområde. Sjön har en area på 0,0932 kvadratkilometer och ligger 830,4 meter över havet.